# هاینتس بیگلر
هاینتس بیگلر (آلمانی: Heinz Bigler; ۲۱ دسامبر ۱۹۲۵ – ۲۰ ژوئن ۲۰۰۲) بازیکن فوتبال اهل سوئیس بود.
از باشگاه‌هایی که در آن بازی کرده‌است می‌توان به باشگاه ورزشی یانگ بویز برن و باشگاه فوتبال تون اشاره کرد.
وی همچنین در تیم ملی فوتبال سوئیس بازی کرده‌است.